# Đức Mẹ Sao Biển

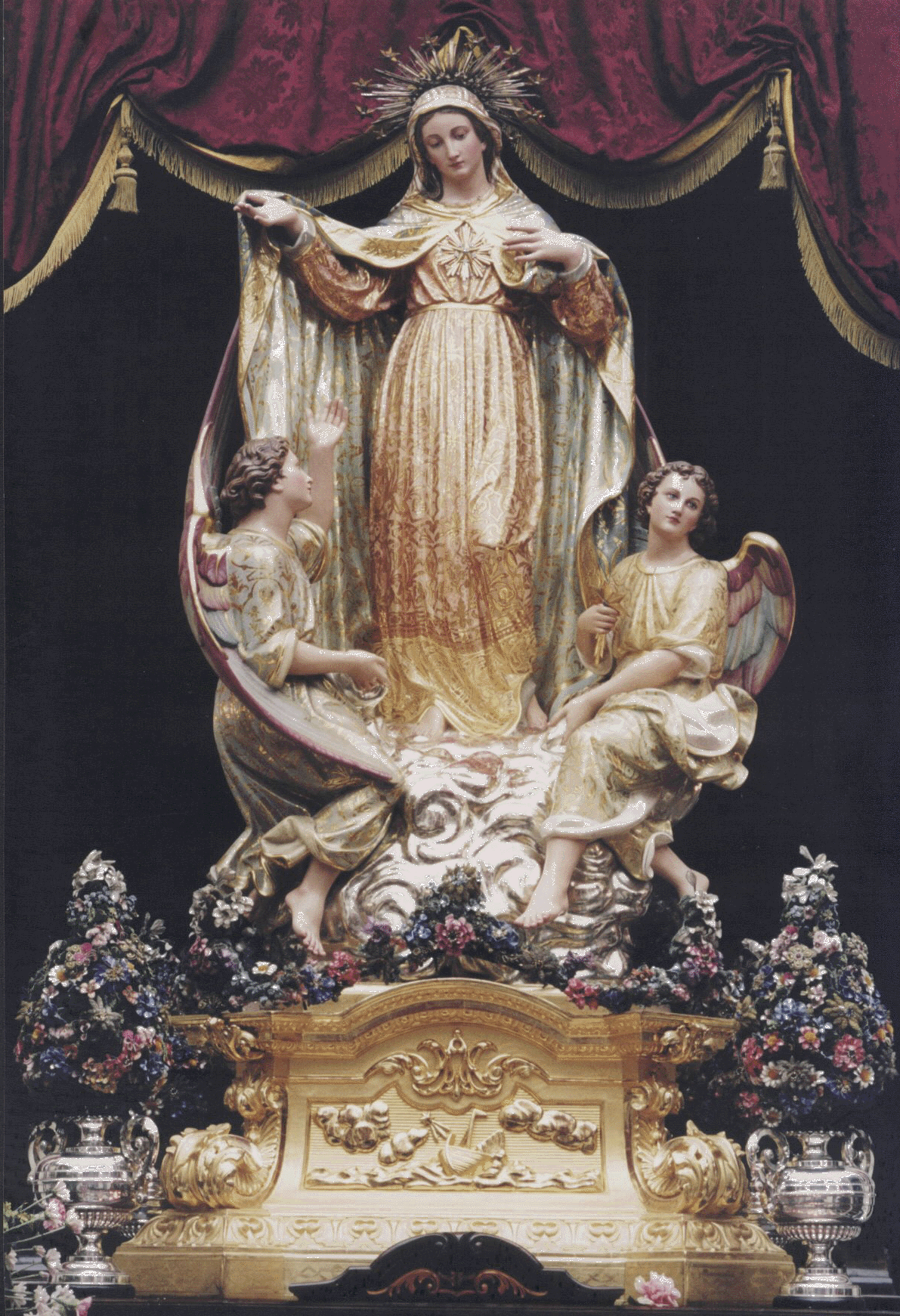
Tượng Đức Mẹ Sao Biển trong nhà thờ Sliema, Malta

Đức Mẹ Sao Biển là một tước hiệu cổ xưa dành cho bà Maria, mẹ của Chúa Giêsu. Từ "Sao Biển" xuất phát từ phiên âm tiếng Latinh của tước hiệu Stella Maris, lấy hình tượng sánh ví như Sao Kim (còn gọi là "sao mai" hoặc "sao hôm", chứ không phải loài sao biển sống ở đại dương).
Tước hiệu này được sử dụng để nhấn mạnh vai trò của Đức Mẹ Maria như là một dấu hiệu của niềm hi vọng và là một ngôi sao dẫn đường cho các Kitô hữu, đặc biệt là người ngoại đạo, những người mà Kinh Thánh Cựu Ước gọi ẩn dụ là biển. Qua tước hiệu này, bà Maria được tin là người hướng dẫn, giúp đỡ và bảo vệ của những người đi trên biển cập bến an toàn theo nghĩa đen, cũng như đến bến bờ thiên đàng trong đức tin Kitô giáo theo nghĩa bóng.
"Đức Mẹ Sao Biển" được đặt là thánh bổn mạng của các giáo đoàn đi biển, những người làm nghề biển, và nhiều nhà thờ ven biển được đặt tên là Stella Maris hoặc Đức Mẹ Sao Biển. Hiện nay tước hiệu cổ xưa này được sử dụng rộng rãi để tôn kính Đức Maria trong toàn thế giới Công giáo.

## Lịch sử
Stella Maris "sao biển" là tên của chòm sao Polaris hay sao Bắc Đẩu (còn được gọi là "kim chỉ nam", "sao của con tàu", "ngôi sao dẫn đường", vv). Ngôi sao này đã được biết đến như một dấu hiệu chỉ đường từ thời cổ đại. Tên này được áp dụng cho Maria là do Thánh Jerome dịch sang tiếng La tinh cuốn Onomasticon của Eusebius thành Caesarea. Mặc dù trên thực tế, cái tên Stella Maris là một sự nhầm lẫn do lỗi sao chép. Maria tương ứng với tiếng Hêbrơ là Miryam, gốc Ai Cập của từ này m.r.y (nghĩa là yêu), ngữ nguyên Hêbrơ của gốc "marah" có nghĩa là "làm chua ra". Cái tên Maria không thể tương ứng với từ Mar yam được dịch là "Giọt nước biển" khi la tinh hóa trở thành Stilla maris hay Stella maris có nghĩa là "Sao Biển".
Thánh Paschasius Radbertus vào thế kỷ thứ chín đã viết về Đức Maria Sao Biển, như một sự dẫn đường để đến với Chúa Kitô "vì sợ chúng ta bị ngã nhào giữa sóng gió biển khơi". Tại thời điểm này bài thánh ca "Ave Maris Stella "("Kính chào sao biển") cũng ngày càng trở nên phổ biến.
Trong thế kỷ thứ 12, Thánh Tôma Aquinô (Aquinas) nói: "Maria nghĩa là Sao Biển vì những người đi biển được Sao Biển hướng dẫn về bến bờ như thế nào thì Kitô hữu cũng đạt đến vinh quang nhờ sự can thiệp từ mẫu của Đức Maria như vậy". Đặc biệt, Thánh Bernard thành Clairvaux viết: "Tên gọi Sao Biển vô cùng xứng hợp với Đấng vừa là Trinh Nữ vừa là Mẹ...Hỡi bạn là người đứng xa đất chắc, bạn thấy mình bị lôi cuốn bởi sóng trần gian giữa bao phong ba bão táp, bạn đừng rời mắt tia sáng của Vì sao đó nếu bạn không muốn chết chìm. Nếu mà cơn cám dỗ nổi lên, nếu mà đá ngầm nhô lên trên mặt đường bạn, bạn hãy nhìn sao, bạn hãy gọi Mẹ Maria. Nếu mà bạn lao đao trên các đợt sóng kiêu ngạo, tham lam, nói hành, đố kỵ, bạn hãy nhìn sao, bạn hãy gọi Mẹ Maria"..
Thánh Bernard được gọi là Tiến sĩ Ngọt Như Mật (Doctor Mellifluus). Đây cũng là tựa đề một thông điệp của Giáo hoàng Piô XII ban hành ngày 24 tháng 5 năm 1953 nói về ông. Trong thông điệp này, Piô XII cũng nhắc lại lời của Bernard: "Ví Đức Maria với thiên thể là sánh ví tuyệt hảo, bởi lẽ, tinh tú phát ra các luồng sáng mà vẫn không bị suy giảm thế nào, Trinh Nữ Maria cũng không bị thiệt hại gì, khi sinh Con như thế. Cũng vậy, tia sáng không làm giảm bớt sức chiếu tỏa của ngôi sao thế nào, Người Con sinh ra cũng giữ nguyên nét toàn vẹn Trinh Nữ của Mẹ mình như thế. Mẹ đúng là Vì sao cao sang nhà Giacóp, chiếu sáng khắp vũ trụ, rạng soi các tầng trời và xuyên tận vực thẳm. Mẹ cũng sáng soi toàn trái đất, sưởi ấm linh hồn hơn là thể xác, phát huy nhân đức và tiêu diệt tật xấu. Mẹ là Vì sao huy hoàng mọc lên từ biển cả mênh mông, chói lọi nhờ công đức và rực sáng vì gương lành".
Giáo hoàng Biển Đức XVI trong thông điệp Spe Salvi (Được cứu rỗi trong niềm Hy Vọng) cũng nói: "Đời người là một cuộc lữ hành. Hướng đến đích điểm nào? Làm sao tìm được lối đi? Đời người như một hải trình trên đại dương của lịch sử, thường tối tăm và giông tố, một hành trình trong đó chúng ta tìm kiếm những ngôi sao dẫn đường...Nhưng muốn đến được với Người (Chúa Giêsu), chúng ta cũng cần đến những ánh sáng gần bên – của những người đang phản chiếu ánh quang của Ngài và dẫn đường cho chúng ta. Còn ai hơn được Mẹ Maria, là ngôi sao hy vọng cho chúng ta?(...) Lạy Ngôi Sao Biển, xin chiếu sáng chúng con và dẫn đường cho chúng con!".